# Benelli Leoncino
La Benelli Leoncino è una motocicletta stradale progettata e prodotta per la prima volta nel 1951 a Pesaro dalla casa motociclistica italiana Benelli.
Durante gli anni di produzione della prima serie, la Benelli Leoncino fu realizzata anche in versione sportiva e usata in diverse competizioni sul territorio italiano .
Negli anni Settanta la commercializzazione della Leoncino terminò in seguito alla crisi dell'azienda e di tutto il mercato per i veicoli di quel tipo. Solamente nel 2017, dopo l'acquisizione della Benelli da parte del gruppo industriale cinese Qianjiang Group nel 2005, la Leoncino è ritornata sul mercato, progettata in Italia dal Centro Stile Benelli, prodotta in Cina e venduta in più versioni con diverse cilindrate: 125; 250; 500 e 800 cc.

## Storia

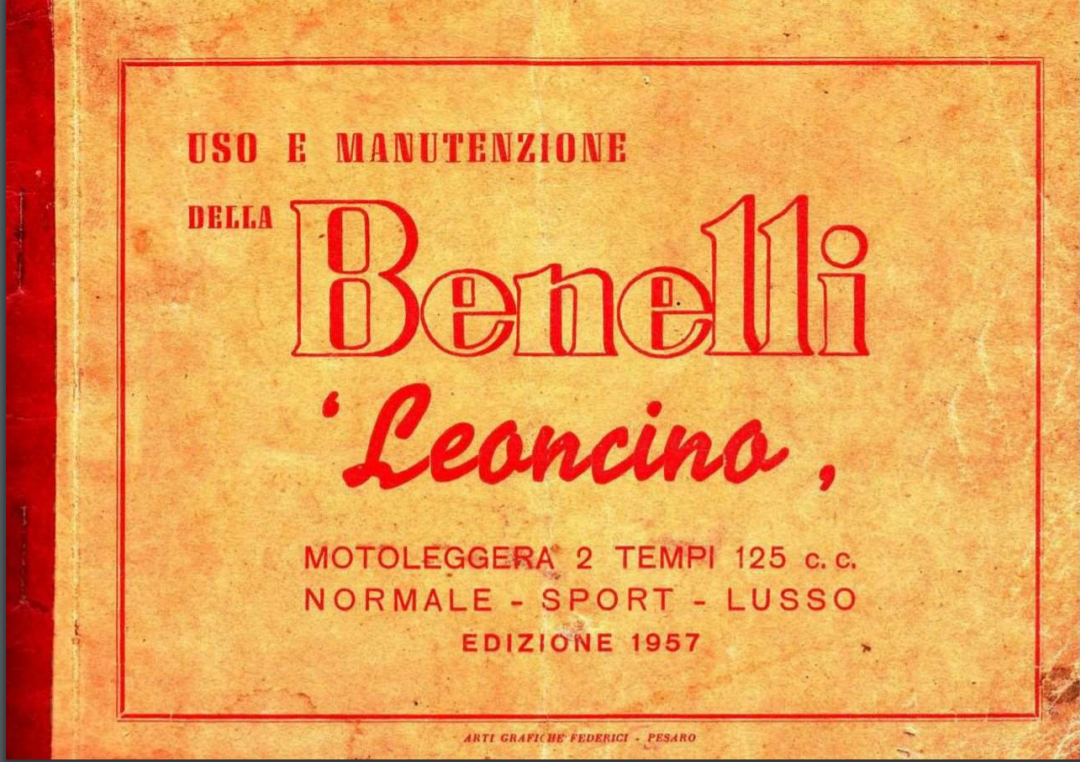
Frontespizio del manuale di uso e manutenzione della Leoncino Normale, Sport e Lusso del 1957

Al termine della seconda guerra mondiale, sotto la guida di Giovanni Benelli, la casa motociclistica di Pesaro progettò una motocicletta leggera, semplice dal punto di vista meccanico ed economica: la Benelli Letizia.
Questa motocicletta, che prese il nome da una delle figlie di Giovanni, montava un motore monocilindrico 98 cm³ due tempi.
Sulle basi tecniche della Letizia fu poi progettata e prodotta una 123 cm³ monocilindrica due tempi che negli anni successivi venne realizzata in più modelli e anche in più cilindrate: la Leoncino.
L'immediato successo della moto aiutò l'azienda a risollevarsi dagli ingenti danni fisici ed economici subiti durante il periodo bellico causati da incursioni tedesche che avevano privato la ditta delle attrezzature, da bombardamenti alleati e dal fatto che Benelli, durante quegli anni, aveva prodotto esclusivamente motoveicoli ad uso militare.

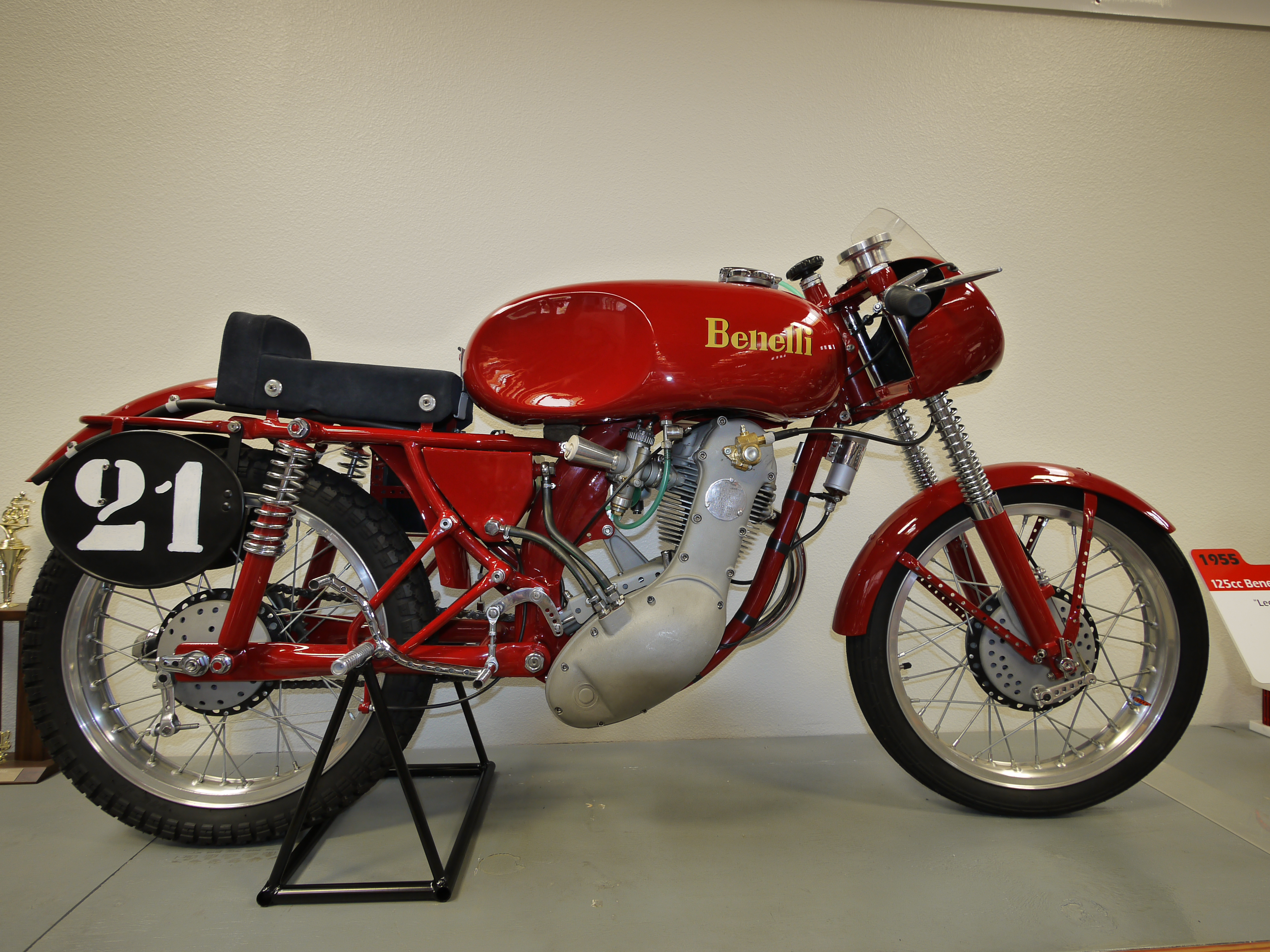
Leoncino Corsa del 1955

La produzione della prima serie della Leoncino iniziò nel 1951 e terminò nel 1959 con un vasto numero di esemplari venduti.
Tuttavia, poiché all'epoca Benelli era conosciuta nel mondo delle corse, anche la Leoncino fu impiegata nelle competizioni, dove colse molte vittorie.
Tra le più importanti ci fu la vittoria con il bolognese Leopoldo Tartarini al primo Motogiro d'Italia che si svolse nel 1953 e due vittorie alla Milano-Taranto.
Nel 1963 e 1968, durante anni particolarmente difficili per la Benelli (tant'è vero che ci fu la fusione di Benelli con MotoBi, ditta fondata precedentemente da Giuseppe Benelli), uscirono sul mercato tre nuovi modelli di Leoncino. Tutti questi montavano un monocilindrico 123 cm³ due tempi.
La principale causa di queste difficoltà fu il boom dell'automobilismo, che ridusse il numero degli acquirenti di motociclette.
Nel 1970, per la prima volta Benelli realizzò la Leoncino Cross che montava un 123 cm³ monocilindrico due tempi e un anno dopo, nel 1971, venne lanciato sul mercato un modello omonimo con le stesse caratteristiche tecniche ma con alcuni cambiamenti a livello di design.

## Modelli anni '50
In questi anni la Leoncino fu realizzata in moltissime versioni le quali si adattavano alle molteplici esigenze del cliente. 
Infatti esistevano versioni sportive, lusso, carenate ma anche versioni adatte per il trasporto di merci, materiali o persone. Tutti questi modelli di Leoncino, almeno fino alla seconda metà degli anni '50, quando nacquero i primi modelli con cilindrate maggiori o a motore quattro tempi, erano accomunati da un monocilindrico 123 cm³ due tempi inclinato in avanti con la testa del motore in alluminio ed il cilindro in ghisa.
Nella presentazione del mezzo descritta all'interno del manuale di uso e manutenzione che accompagnava la motocicletta al momento dell'acquisto, il Leoncino era descritto come un complesso di semplicità non disgiunto dalla tecnica moderna e il cui uso era alla portata di chiunque. Inoltre veniva descritto come mezzo pratico, confortevole ed economico che non necessitava di particolari manutenzioni o accorgimenti.

### Leoncino 125
Il primo modello di Benelli Leoncino risale al 1951 e si presentò con il nome di Leoncino 125. Questo montava un motore 123 cm³ monocilindrico 2 tempi con la testa del motore in alluminio ed il cilindro realizzato in ghisa.

### Leoncino 125 Normale

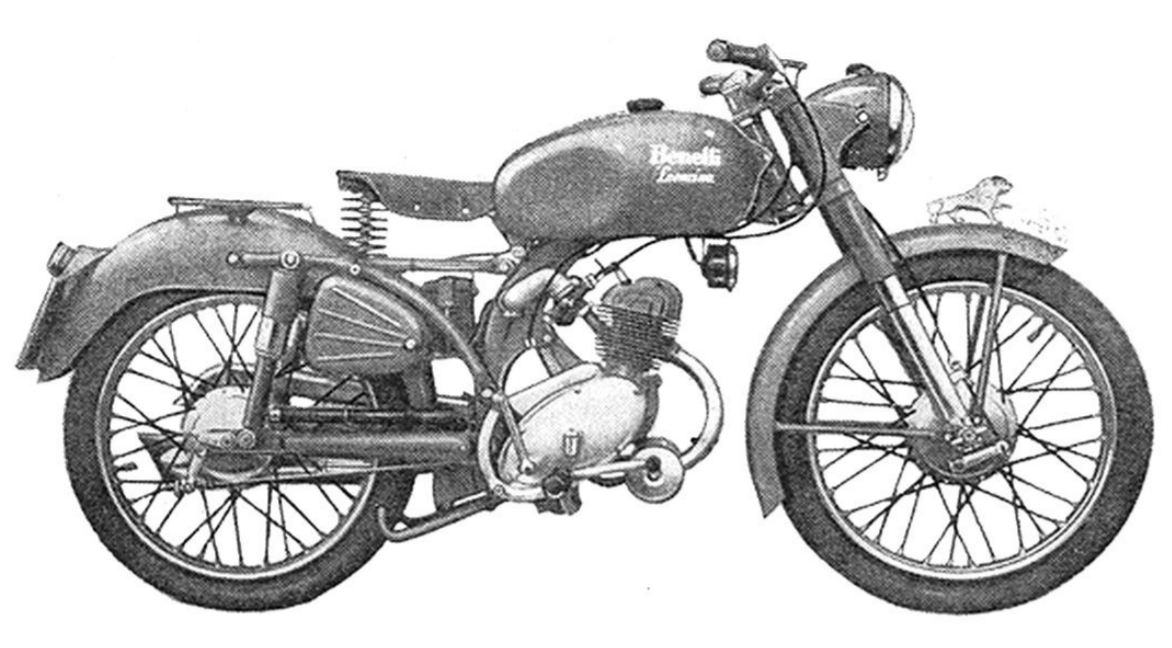
Leoncino 125 Normale del 1954

Il primo modello di Leoncino 125 Normale risale al 1952;  negli anni 1954, 1955, 1956, 1957 e 1959 Benelli realizzò altri modelli omonimi. Ad eccezione dei modelli del 1956 e 1959 i quali montavano un motore quattro tempi monocilindrico con due valvole in testa inclinate di settanta gradi e distribuzione ad ingranaggi, soprannominato "osso di prosciutto" per la caratteristica forma del carter, gli altri modelli erano accomunati da un monocilindrico due tempi 123 cm³ con testa in alluminio e cilindro in ghisa. I modelli del 1956 e 1959 non ebbero molto successo a causa dei molti problemi meccanici che davano.

### Leoncino 125 Sport
La prima versione del Leoncino 125 Sport risale al 1952; negli anni 1954, 1955 e 1957 Benelli realizzò altri modelli omonimi. Il motore del Leoncino 125 Sport era un monocilindrico 123 cm³ due tempi, tuttavia, a differenza delle altre versioni della Leoncino, questo modello raggiungeva velocità più elevate poiché i giri al minuto che il motore poteva raggiungere erano maggiori, il rapporto di compressione era diverso, ed erogava più potenza.

### Leoncino 125 Carenato

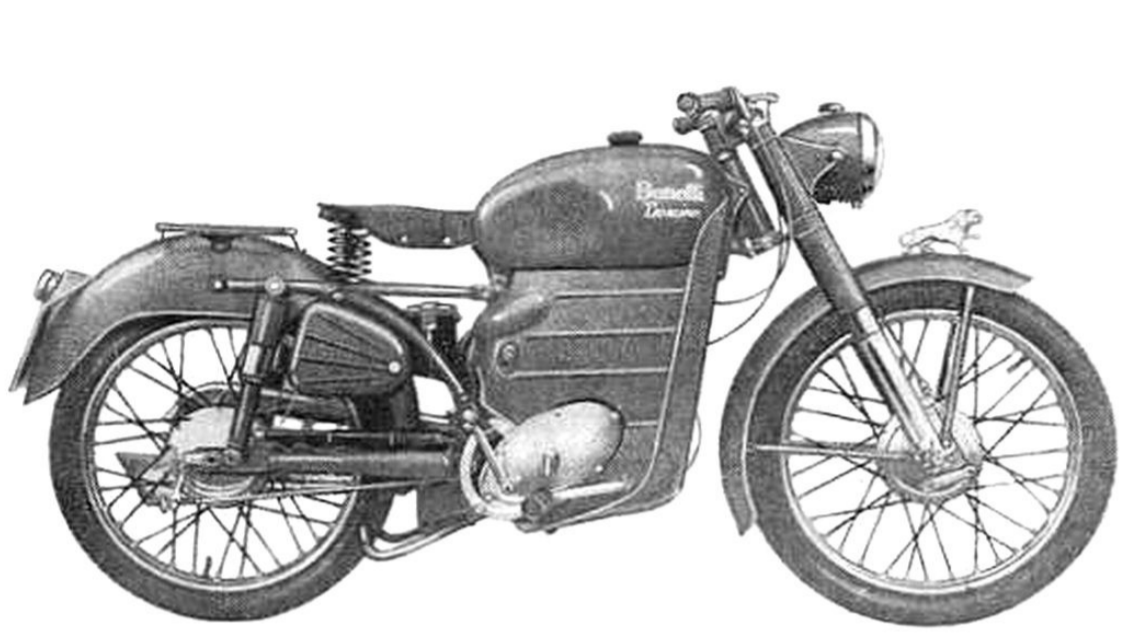
Leoncino 125 Carenato risalente al 1954

Il primo modello di Leoncino 125 Carenato risale al 1952, mentre la sua seconda versione risale al 1954. 
Il motore di questi modelli era un monocilindrico 123 cm³ due tempi.

### Motofurgoncino 125 Leoncino
Il Motofurgoncino 125 Leoncino è un triciclo a motore realizzato per la prima volta nel 1953 e in seconda versione nel 1954.
Per la prima volta nasce un modello di Benelli Leoncino finalizzato al trasporto merci. 
A parità di caratteristiche a livello motore dei modelli precedenti la parte anteriore del Motofurgoncino 125 Leoncino è di derivazione da una motocicletta mentre la parte posteriore è un piano di carico che poggia su due ruote.

### Leoncino 125 Lusso

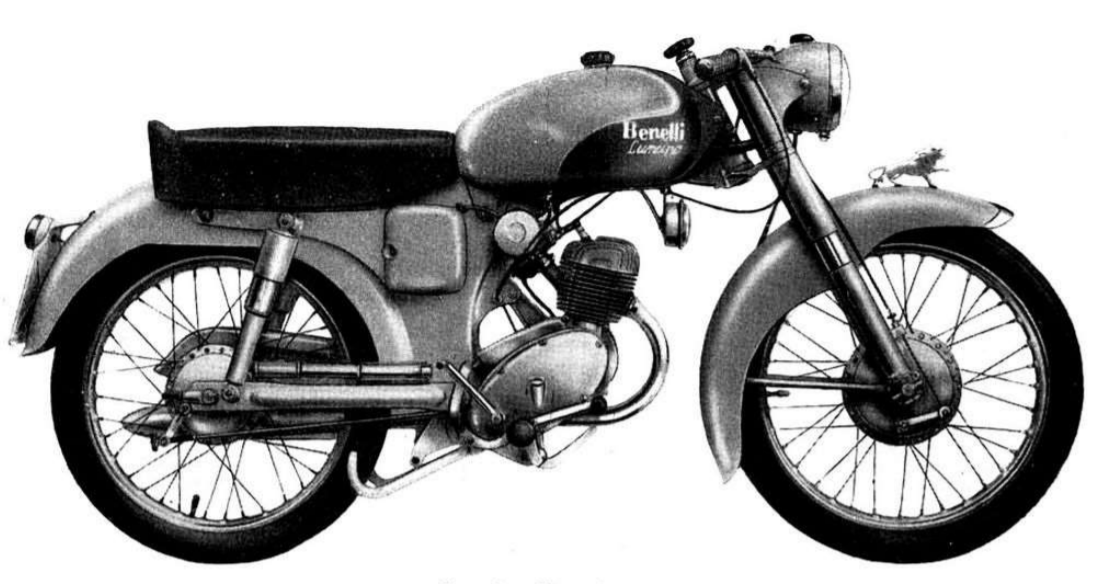
Leoncino 125 Lusso risalente al 1957

Il primo modello di Leoncino 125 Lusso risale al 1955 e nel 1957 uscì un modello omonimo. Entrambe le versioni erano monocilindriche 123 cm³ due tempi.

### Leoncino Rikshaws
Leoncino Rikshaws è un modello di triciclo a motore oggi considerato raro a causa dei pochi esemplari prodotti.
Il primo esemplare risale al 1956 e montava un motore monocilindrico 123 cm³ due tempi inclinato in avanti con la testa in alluminio e il cilindro in ghisa, come i modelli precedenti. 
La sua funzione era paragonabile a quella di un odierno taxi a causa della parte posteriore finalizzata al trasporto di persone.

### Monotelaio Leoncino 125/150
Questo modello di triciclo a motore fu realizzato solamente nel 1957 in due versioni: 123 e 145 cm³. Entrambe le versioni montavano un monocilindrico 2 tempi inclinato in avanti.

### Leoncino 150
Questo modello è stato realizzato solamente nel 1958. Come motore ha un monocilindrico due tempi da 145 cm³ con cilindro in ghisa e testa in alluminio.

### Dati tecnici
Nella seguente tabella sono rappresentati i dati tecnici della Leoncino 125 Normale e Sport 2 tempi, entrambe risalenti all'anno 1957. Questi dati sono pressoché gli stessi dei modelli di Leoncino precedenti a quel determinato anno. Il motore di base era uguale per tutti i modelli in quanto a cilindrata e materiali ma cambiavano piccole impostazioni che permettevano ad un determinato modello di Leoncino di assumere caratteristiche differenti rispetto ad un altro modello come si può osservare nella tabella sottostante.

## Modelli anni '60

### Nuovo Leoncino
Nuovo Leoncino fu il primo modello di Benelli Leoncino uscito negli anni '60: apparve sul mercato per la prima volta nel 1963 e montava un monocilindrico 123 cm³ due tempi.
Nel 1968 uscì una versione omonima con le stesse caratteristiche meccaniche ma un restyling a livello di design.

### Leoncino Scrambler
Nel 1968 nacque la Leoncino Scrambler, ovvero una motocicletta stradale capace di percorrere anche brevi tratti off-road. La Leoncino Scrambler montava un monocilindrico 123 cm³ due tempi.

## Modelli anni '70

### Leoncino Cross
Nel 1970 Benelli fece uscire sul mercato la Leoncino Cross. Nel 1971 uscì un modello omonimo che consisteva nella rielaborazione della versione passata. Il motore, che entrambe le versioni montavano è un monocilindrico 123 cm³ due tempi.